# Muséum d'histoire naturelle d'Oklahoma
Le Muséum d'histoire naturelle d'Oklahoma Sam Noble est un musée situé à Norman (Oklahoma) et exploité par l'Université de l'Oklahoma. Les collections du musée comprennent une galerie amérindienne et des fossiles et squelettes de dinosaures de l'Oklahoma et du reste du monde. Le musée propose sept galeries différentes. Avec douze divisions et de plus de six millions d'objets, c'est l'un des plus grands musées d'histoire naturelle universitaires du monde[réf. nécessaire].

## Galerie

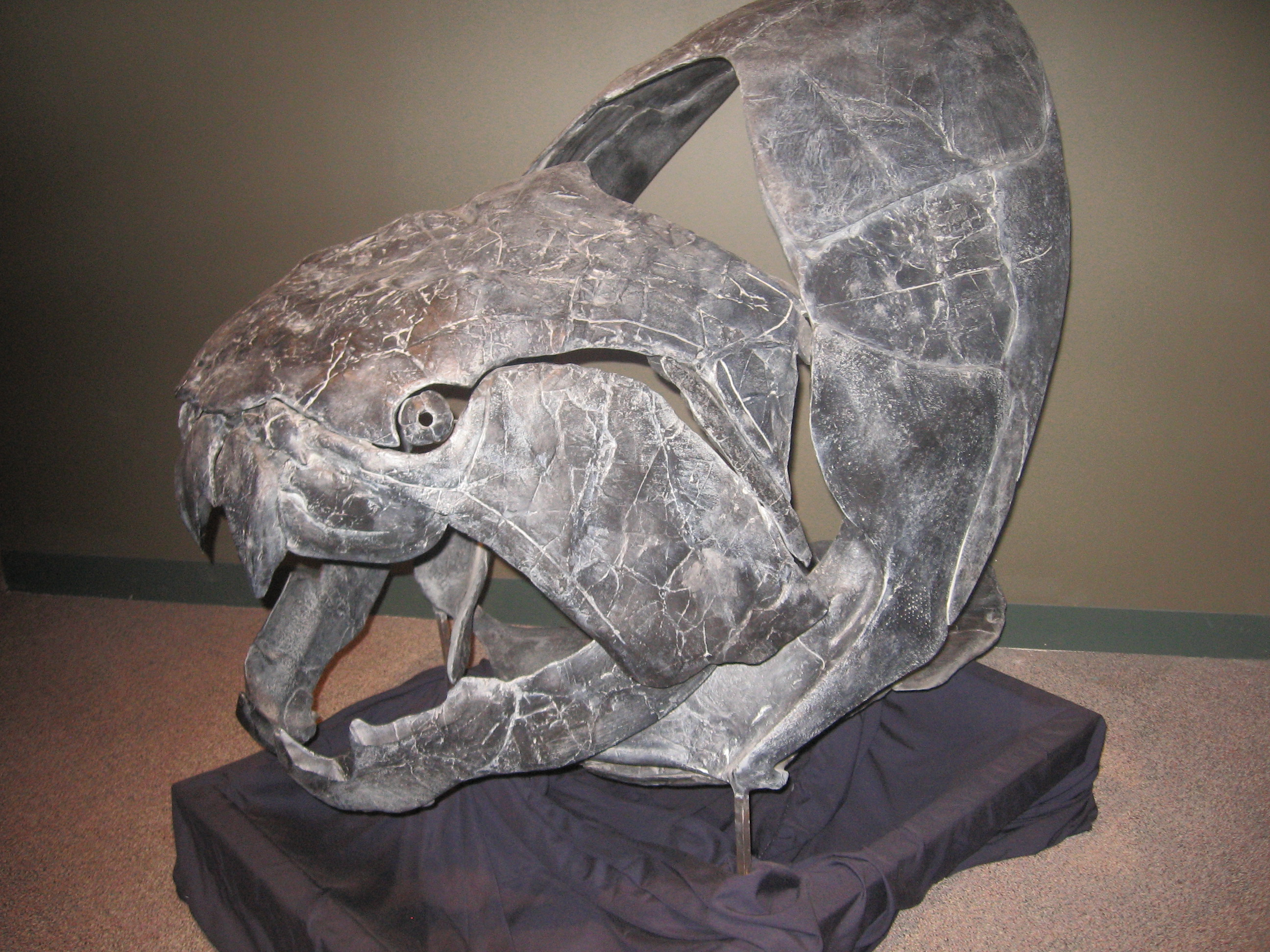
Dunkleosteus
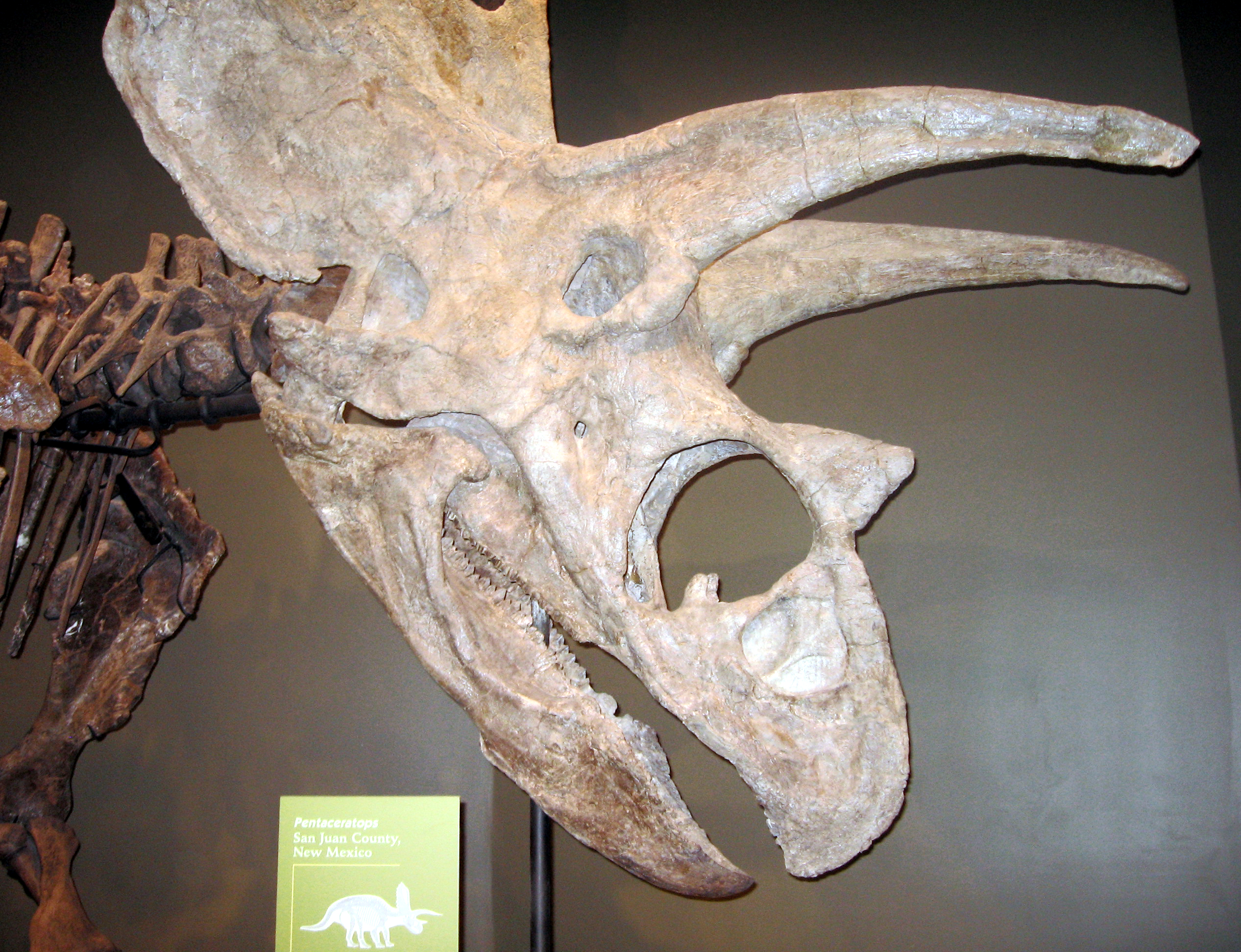
Pentaceratops
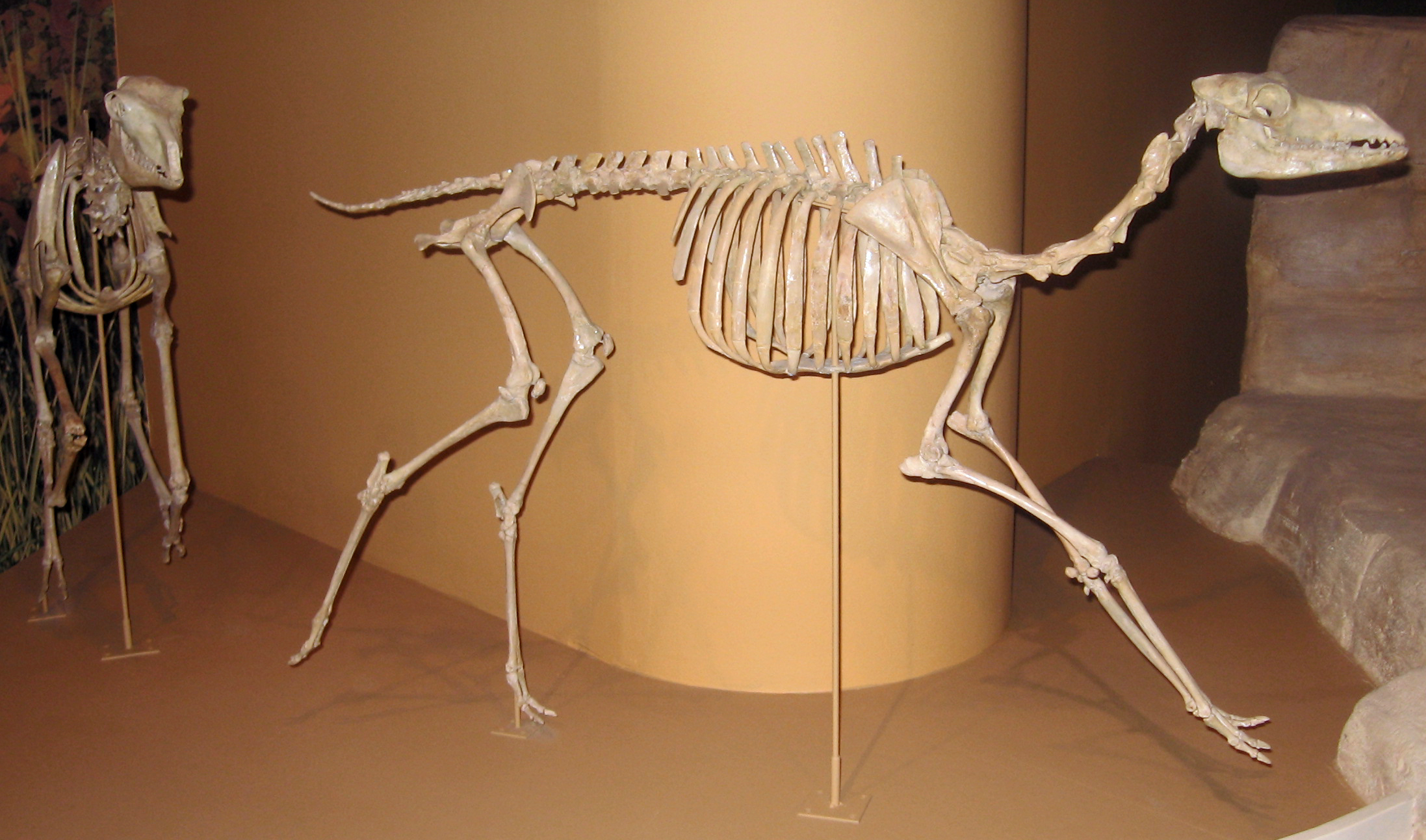
Stenomylus
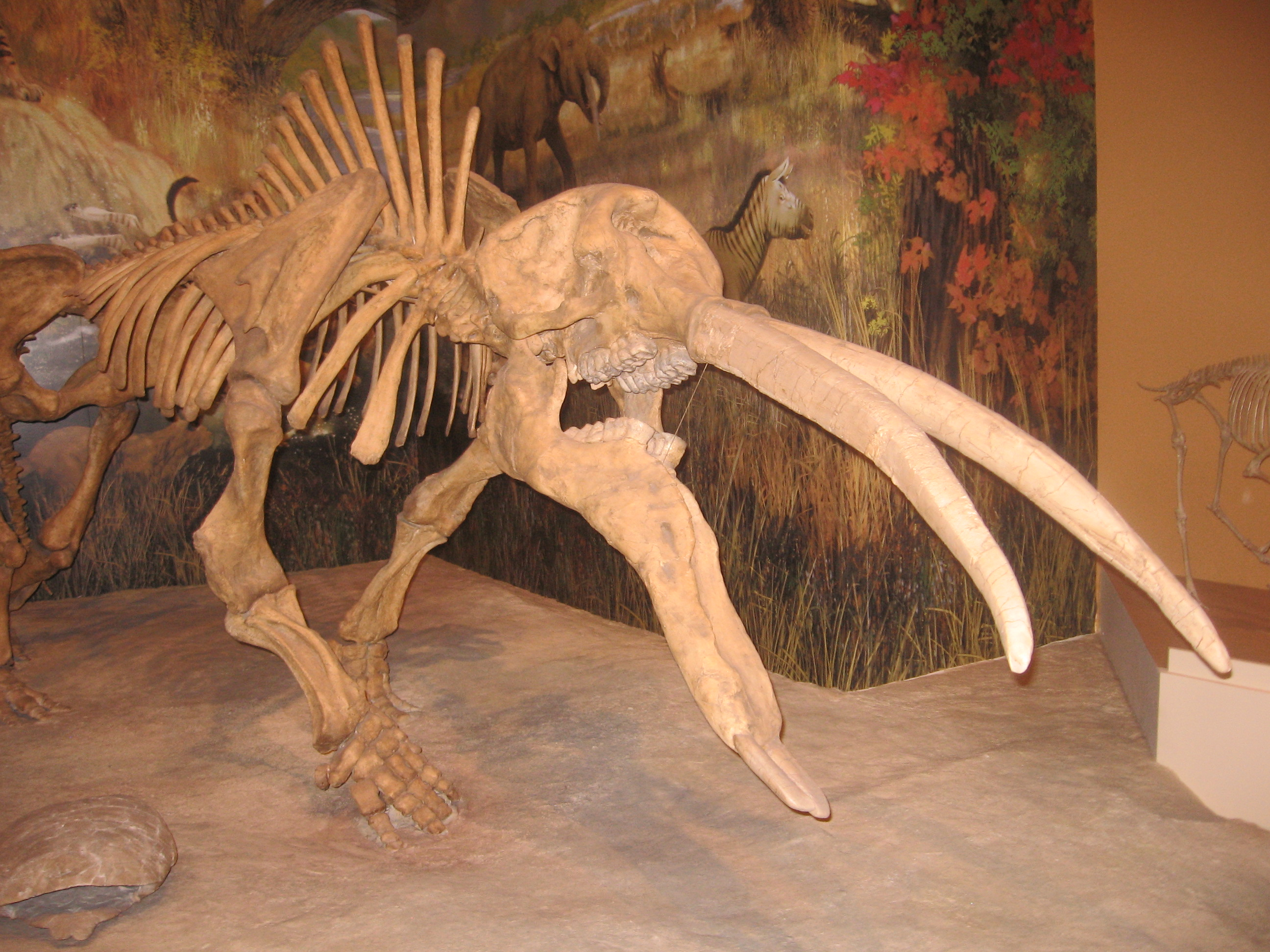
Gomphotherium